# Antoinette Bay
Antoinette Bay är en vik i Kanada.   Den ligger i territoriet Nunavut, i den nordöstra delen av landet, 3 900 km norr om huvudstaden Ottawa.